# Вевельсбург
Ве́вельсбург (нем. Wewelsburg) — ренессансный замок к северо-востоку от Бюрена (Германия, земля Северный Рейн — Вестфалия) недалеко от Падерборна. Известен, главным образом, как музей и бывшее училище по идеологической подготовке офицеров СС «SS Schule Haus Wewelsburg», с которым связано множество легенд. В 1980-е годы на территории замка открылся музей.
В настоящий момент на территории замка находятся:
- Исторический и краеведческий музей Падерборна (Южное и Восточное крыло)
- Музей нацистского прошлого замка (отдельный флигель и северная башня замка)
- Молодёжный хостел (Западное крыло)
- Ресторан Zur Wewelsburg.

Вход в музей Падерборна платный, в музей нацизма — свободный.

## История
Существующее ныне здание замка Вевельсбург в стиле эпохи Возрождения построено в 1603—1609 годах князем-епископом Падерборна Дитрихом фон Фюрстенбергом (правившим с 1585 по 1618 год). В Тридцатилетней войне замок сильно пострадал, а в 1815 году после удара молнии выгорела северная башня.
3 ноября 1933 года Гиммлер посетил замок и решил сделать его «кузницей кадров» СС.
В августе 1934 года замок был передан СС и начал свой путь как музей и училище по идеологической подготовке офицеров СС, в рамках Управления СС по вопросам расы и поселения, а в феврале 1935 года перешёл под непосредственный контроль Личной комиссии рейхсфюрера СС. Перестройкой замка руководил архитектор Герман Бартельс (нем. Hermann Bartels), он же в начале 1940-х годов подготовил грандиозный проект освоения территории вокруг замка, который так и не был осуществлен. При реконструкции замка использовался труд заключённых из концлагеря Нидерхаген. По утверждению Гиммлера, после «окончательной победы» (нем. Endsieg) в замке будет находиться «центр мира» (нем. Mittelpunkt der Welt).
В 1945 году замок был взорван, но большая часть помещений уцелела и ныне отреставрирована.

## Версии о значении Вевельсбурга в эпоху нацизма
Толчком к мифологизации замка Вевельсбург, которая приняла в начале 1990-х годов крайне острую форму, послужили слова, которыми начальник VI управления РСХА Вальтер Шелленберг в своих посмертно опубликованных мемуарах охарактеризовал значение замка Вевельсбург для религиозной стороны идеологии СС:

У Гиммлера было лучшее и крупнейшее собрание книг об ордене иезуитов. Годами он изучал по ночам эту обширную литературу. Поэтому организацию СС он построил по принципам ордена иезуитов. При этом он опирался на устав ордена и «Упражнения» Игнатия Лойолы […] Структура руководства походила на иерархическую систему католической церкви. Близ Падерборна в Вестфалии он приказал отстроить средневековый замок, получивший название Вевельсбург — он был своего рода эсэсовским монастырём, в котором раз в год генерал ордена проводил заседание тайной консистории. Здесь должны были все, кто принадлежал к высшему руководству ордена, упражнять свой дух в искусстве сосредоточения.

Оригинальный текст (нем.) Himmler besaß die beste und größte Bibliothek über den Jesuitenorden und hatte die umfangreiche Literatur jahrelang in nächtlichen Stunden studiert. So wurde die SS-Organisation von ihm nach den Grundsätzen des Jesuitenordens aufgebaut. Als Grundlagen dienten die Dienstordnung und die Exerzitien des Ignatius von Loyola [...]. Bei Paderborn in Westfalen hatte er eine mittelal¬terliche Burg, die sogenannte Wevelsburg, ausbauen lassen - sie war sozusagen das große ‚SS-Kloster‘, wohin der Ordensgeneral einmal jährlich das Geheimkonsistorium einberief. Hier sollten alle, die zur obersten Ordensführung zählten, geistige Exerzitien und Konzentrationsübungen abhalten

Со временем указанная Шелленбергом стилизация СС под орден иезуитов в качестве преобладающего образца не раз ставилась под сомнение, и его утверждения, что в Вевельсбурге происходили тайные духовные упражнения лидеров СС, были опровергнуты описаниями истории Вевельсбурга . Каково фактическое значение Вевельсбурга в религиозном аспекте идеологии CC во время нацистской Германии, остаётся по-прежнему неясным. В то же время история Вевельсбурга окружена множеством легенд, ставших предметом исследования Д. Зиппе.

### Вевельсбург и ирминизм
Уже в официальном сообщении о передаче замка Гиммлеру в «Völkischer Beobachter» от 27.09.1934 Вевельсбург был окружён ореолом многочисленных романтических легенд, популярных в Вестфалии с XIX века:

Эта задача (воспитание молодёжи) достойна славной истории замка Вевельсбург. Здесь, в этом месте в древней империи саксонцев, Видукинд оказал сопротивление франкскому императору; вероятно, здесь же почти 2 000 лет назад германские борцы за свободу выступили против притязаний Рима на территории, поскольку за несколько километров от замка Вевельсбург, в местности Рютен, по мнению Кёлера, лежал римский лагерь, из которого выступили легионы Вара с тем, чтобы никогда не вернуться после битвы в Тевтобургском лесу; также близко к замку расположен овеянный легендами Экстернштайне (нем. Externsteine) со священным столбом Ирминсуль, а вдали фигура Германа Освободителя на холме Гротенбург (нем. Grotenburg) напоминает: «В единстве Германии моя сила — в моей силе мощь Германии»
Оригинальный текст (нем.)Diese Aufgabe reiht sich der ruhmvollen Geschichte der Wewelsburg würdig an. Hier an dieser Stätte im alten Reich der Sachsen hat Widukind dem Frankenkaiser getrotzt - vielleicht sind hier vor fast 2.000 Jahren auch die germanischen Freiheitshelden gegen Roms Machtgelüste zu Felde gezogen, denn nur wenige Kilometer von Wewelsburg soll, in der Gegend von Rüthen, nach der Köhlerschen These, das römische Lager gelegen haben, aus dem die Varus'schen Legionen auszogen, um von der Schlacht im Teutoburger Wald nie wieder zurückzukehren; nur wenige Kilometer weit liegen die sagenumwobenen Externsteine mit der Irminsul, und von Ferne mahnt die Gestalt Hermann des Befreiers von der Grotenburg:"Deutschlands Einheit meine Stärke - Meine Stärke Deutschlands Macht!"

Первый комендант замка Манфред фон Кнобельсдорф был энтузиастом восстановления древних германских верований и большим поклонником сверхспособностей провидца Карла Марии Вилигута (полковника Вайстора). Последний был частым и желанным гостем в замке, более того, было найдено письмо к Вилигуту-Вайстору, которое Кнобельсдорф подписал с «in Irminstreue», что равнялось признанию его «Ирминизма». Последнее обстоятельство играло немаловажную роль в судьбе самого Вилигута, поскольку его непосредственный начальник и покровитель руководитель Главной Службы Расы и Населения Рихард Вальтер Дарре был шурином Кнобельсдорфа.
Именно Вилигут в середине 30-х годов ввёл в ход старое сказание о «последней битве у березы», которое относилось к Вевельсбургу, и дало вместе с тем толчок к религиозному возвышению проекта. Сказание о битве у березы сообщает об апокалипсической борьбе между огромной армией с востока и армией с запада. Как среди национал-социалистов, так и в национальном движении в целом, сказание было очень популярно.
В кругу друзей и подчиненных Кнобельсдорфа Вилигуту дозволялось проводить некоторые обряды, напр., бракосочетания, на свой манер.. В июне 1934 г. были проведены раскопки в районе северной и юго-западной башен замка, основанные на «видении» Вилигута. О них Ильза фон Кнобельсдорф сразу же восторженно сообщила своему брату Вальтеру Дарре, а Кнобельсдорф — Гиммлеру. Кроме того, Вилигут давал советы при внутренней обстановке замка, разработал дизайн кольца «Мёртвая голова»; имелось в виду, что кольца павших членов СС хранились в Вевельсбурге.
Также документально подтверждено, что Вилигут предпринимал совместные с Конбельсдорфом ревизии древних памятников в окрестностях замка, проявляя интерес к «каменной могиле» на горе Лехтенберг (Lechtenberg) возле деревни Эттельн (нем. Etteln) и особенности раскопкам Экстернштайне, проводимым в середине 1930-х руководителем «Объединения друзей германской предыстории» Вильгельмом Тойтом (Wilhelm Teudt).
Не следует, однако, и переоценивать роль и возможности Вилигута. По свидетельству Бернхарда Франка, фольклориста из Вевельсбурга, мнения работающих там учёных о нём были «уничтожающими». Его не принимал всерьез и Вильгельм Тойт, а его сотрудник Фрерк Хайе Хамкенс (Freerk Haye Hamkens) оставил весьма ехидные воспоминания о посещении раскопок в Экстернштайне Гиммлером, Дарре и Вилигутом.

### Вевельсбург и легенды о Граале
В центре обсуждения влияния легенды о Граале на символизм Вевельсбурга, в большинстве случаев, стоят помещения в северной башне замка. Речь идет о т. н. «Зале обергруппенфюреров» (или «Зале баронов», как его называют некоторые) с напольной мозаикой с 12-конечной свастикой (т. н. чёрное солнце), окруженной 12 колоннами, расположенном над так называемой «Вальхаллой», «криптой» или «могилой» в подвале северной башни, которая подхватывает кратную 12 символику «Зала обергруппенфюреров». Сверх того, «Вальхалла» отличается особенной акустикой. В середине помещения можно видеть ещё сегодня остатки газопровода, вероятно, для поддержания «вечного огня».
Рюдигер Зюннер (Rüdiger Sünner) попытался объяснить смысл и функции этих помещений и при этом обнаружил сходство между «Залом Обергруппенфюреров» и храмом Грааля Байрейтской премьеры Парсифаля 1882 г. Также Зюннер подкрепляет влияние мифа о Граале на проект Вевельсбурга указанием на названия двух учебных комнат (нем. Studierzimmer) — «Король Артур» и «Грааль».
В действительности можно согласиться с влиянием мифологии Грааля на оформление вышеупомянутой комнаты, которое выходило за простое наименование комнаты. Более того, расхождения во мнениях архитектора Германа Бартельса и коменданта замка Манфреда фон Кнобельсдорфа относительно того, как нужно оформлять комнату Грааля, засвидетельствованы в яростной записи в дневнике Кнобельсдорфа под датой 7.3.1938:

Я не могу разобраться, я нахожу, что многие комнаты не решены согласно их названию, в том числе, конечно, [комната] «Грааль». Что вообще думает г-н Бартельс о том, что значит «Грааль» для немецкой души?
Оригинальный текст (нем.)Ich kann mir nicht helfen, ich finde, daß viele Zimmer nicht ihrer Bestimmung gemäß gelöst sind so z.B. sicher nicht der ‚Gral‘. Weiß denn Herr Bartels überhaupt was der ‚Gral‘ für die deutsche Seele bedeutet?

Неточность суждения Зюннера в том, что комната «Грааль» была одной из многих, среди которых были и «король Генрих», «Генрих Лев», «Видукинд», «Христофор Колумб», а также «Ариец», «Годовое движение», «Руны», «Вестфальцы» и «Немецкий орден».
Часто пытаются указать связи между мифологией Грааля и замком Вевельсбург, указав на персону Отто Рана. Отто Ран — это автор книги «Крестовый поход против Грааля», произведшей большое впечатление на Гиммлера. В этой книге Ран, следуя «указаниям» Вольфрама фон Эшенбаха, преподносит Грааль как «камень света», относящийся к гностицизму религии катаров. В членах этого религиозного движения, которое угасло в 13-м веке, он видит хранителей Грааля и древней светлой религии. В 1935 г. Ран становится членом СС, которое отныне финансирует его поиски Грааля. Доказанный контакт Отто Рана и замка Вевельсбург побудил Карла Хюзера (Karl Hüser) в его вполне академическом исследовании истории замка в нацистской Германии отнести Рана к идеологическим консультантам первого коменданта замка Манфреда фон Кнобельсдорфа.
Однако, существующие документы доказывают лишь вклад Рана в проводимые в замке изыскания по генеалогии (нем. Ahnenforschung).
Найденные документы также не позволяют распространить и интерес Генриха Гиммлера к чаше Грааля далее его желания доказать «аксиому зависимости христианской культуры от более древней, первоначальной германской, и таким образом неполноценность христианства». Этим же желанием в равной мере объясняются исследования широкого спектра тем от восстания Видукинда до создания картотеки ведьм (нем. Hexenkartothek) в СС.

### Вевельсбург и «Копье Судьбы»
Самодеятельные исследователи настойчиво хотят видеть в неосуществленных планах расширения замка «копье судьбы» или копье Лонгина, которым римский сотник пронзил бок Христа, распятого на кресте, и которое стало важной составной частью мифологии Грааля. Источник этого тезиса можно отыскать у Тревора Рейвенскрофта (Trevor Ravenscroft) в его книге «Копье Судьбы» (англ. издание 1972 г., немецкое — 1974 г.). Рейвнскрофт отождествляет здесь Копье Судьбы и Святое Копье, входящее в состав атрибутов императорской власти, и утверждает, Гиммлер сделал его «сквозной темой расположения и символического украшения помещений». Глядя на проект расширения замка и в самом деле нельзя не увидеть очертания копья, однако сам автор проекта Бартельс в подробном пояснении к своему проекту не указывал на эту аналогию.
Ещё менее подтвержденным документами является весьма распространённое утверждение о том, что Гитлер будто бы в его венский период испытывал особенную страсть к Святому копью из атрибутов императорской власти и желал получить его магическую силу. После аншлюса Австрии он повелел поэтому перевести имперские клейноды из Вены в Нюрнберг. Однако, Гиммлер изготовил копию для замка Вевельсбург и взял копье, как уже было изложено выше, за образец для расширения замка. В зависимости от автора копье или его копия должна иметься в замке Вевельсбург в письменном столе Гиммлера или в зале, защищенном витриной. По одной версии Гиммлер в конце войны убегает в Англию и берет копье с собой.
Действительно, атрибуты императорской власти были перевезены в 1938 из Вены в Нюрнберг по инициативе нюрнбергского обер-бургомистра Вилли Либеля (нем. Willy Liebel). Имеются также статьи исследовательского института СС Аненербе, в которых имперские регалии выводят из германских символов господства. Никаких данных об особом интересе к Копью судьбы со стороны лидеров нацистской Германии не найдено.

### Вевельсбург и «Черное солнце»
Современные авторы часто рассматривают мозаику с 12-конечной свастикой в т. н. «Зале обергруппенфюреров» как особый «оккультный» символ — Чёрное Солнце. Сам термин «Чёрное Солнце» встречается в сочинениях Серрано и Ландинга. Его связь с 12-конечной свастикой, а следовательно, и мозаикой в Вевельсбурге впервые была указана в опубликованном в 1991 году под псевдонимом Рассел МакКлауд (Russell McCloud) политическом триллере «Die Schwarze Sonne von Tashi Lhunpo», действие которого разворачивается в Вевельсбурге. В начале 1990-х этот роман был очень популярен в Германии и в апреле 1992 даже был назван «книгой месяца» в «Nation und Europa».

## В массовой культуре
Замок, его связи с СС и оккультизмом, возможно, послужили источником вдохновения для серии видеоигр Wolfenstein (Волчий камень) и одноимённого замка в ней. В частности, игры 2001 года, Return to Castle Wolfenstein.